# Hubal
Hubal (arabiska: هُبَل) var en förislamsk arabisk gud. 
Den traditionella berättelsen om Hubal är att han var ansedd som gudarnas konung och den mest betydelsefulla. Hubals avgudabild låg nära Kaba och var gjord av röd Agat, formad som en människa men med sin högra hand avbruten och ersatt med en gyllene.
Han vördades särskilt av stammen Qureish vid Kaba i Mecka, som kontrollerade tillgången till hans staty, som enligt traditionen förvarades i Kaba. Hans funktion är inte helt klarlagd, men han har kallats för spådomskonstens, regnets och krigets gud, och hans tillbedjare förutsade framtiden genom att kasta pilar framför hans avbild. 
Hans anhängare stred mot muslimerna i slaget vid Badr år 624, och hans staty förstördes tillsammans med alla andra gudastatyer av på order Muhammed då hans armé tågade in i Mecka och avskaffade religionsfriheten år 630. 